# تاتسویا موریشیگه
تاتسویا موریشیگه (انگلیسی: Tatsuya Morishige؛ زادهٔ ۲۱ اکتبر ۱۹۷۱) بازیکن فوتبال اهل ژاپن است.
از باشگاه‌هایی که در آن بازی کرده‌است می‌توان به باشگاه فوتبال سرزو اوساکا اشاره کرد.